# Campoplex striatus
Campoplex striatus är en stekelart som beskrevs av Horstmann 1985. Campoplex striatus ingår i släktet Campoplex och familjen brokparasitsteklar. Inga underarter finns listade.